# Alto Jequitibá
Alto Jequitibá là một đô thị thuộc bang Minas Gerais, Brasil. Đô thị này có diện tích 152,737 km², dân số năm 2007 là 7976 người, mật độ 60,3 người/km².